# 馬特維伊夫卡 (米羅諾夫卡區)
49°45′10″N 30°50′15″E / 49.75278°N 30.83750°E
馬特維伊夫卡（烏克蘭語：Матвіївка）是位於烏克蘭北部的村莊，由基辅州奧布希夫區的米羅尼夫卡市鎮負責管轄。該村始建於1909年，面積5.81平方公里，海拔高度171米，2001年人口144，人口密度每平方公里24.8人。